# The Little Mermaid (Auerbach)
Die kleine Meerjungfrau
The Little Mermaid (en allemand Die kleine Meerjungfrau) est un ballet en trois actes de la compositrice Lera Auerbach, écrit en 2005.

## Contexte et création
Lera Auerbach a écrit deux versions de son ballet, la première pour le Ballet royal danois, et révisé en 2007 pour le Ballet de Hambourg. Le livret est du chorégraphe John Neumeier d'après la nouvelle La Petite Sirène de l'auteur danois Hans Christian Andersen. C'est d'abord une commande du Ballet royal danois, avant d'être co-commandé par le Ballet de Hambourg.
L'œuvre est créée le 15 avril 2005, avec Graham Bond comme chef d'orchestre et les solistes et corps de ballet du Ballet royal danois à Copenhague. L'œuvre révisée est donnée le 1er juillet 2007 à Hambourg sous la direction de Klauspeter Seibel (en).

## Analyse
L'œuvre comprend deux instruments solistes : le violon et le thérémine, ce dernier étant utilisé pour représenter la voix de la sirène.